# Библиография Михаила Булгакова
Михаи́л Афана́сьевич Булга́ков (3 [15] мая 1891, Киев — 10 марта 1940, Москва) — русский советский писатель, драматург и театральный режиссёр. Автор романов, повестей, рассказов, фельетонов, пьес, инсценировок, киносценариев и оперных либретто.
При жизни писателя вышло три российских книги: «Дьяволиада. Рассказы» (1925; переиздана в 1926), сборник рассказов в серии «Юмористическая иллюстрированная библиотека журнала „Смехач“» (1926) и сборник рассказов «Трактат о жилище», опубликованный в издательстве «ЗИФ».
Состоялась публикация первой и второй части романа «Белая гвардия» — в двух номерах ежемесячного общественно-литературного журнала «Россия» за 1925 год, третья часть тогда так и не вышла по причине закрытия журнала. В феврале 1925 года в альманахе «Недра» были опубликованы «Роковые яйца».
С октября 1926 года во МХАТе шла пьеса «Дни Турбиных», в театре им. Вахтангова прошла премьера спектакля по пьесе М. А. Булгакова «Зойкина квартира», в 1928 году — премьера пьесы «Багровый остров».
К 1930 году произведения Булгакова перестали печатать, его пьесы изымались из репертуара театров.

## Прижизненные издания
Отдельные издания: Книги:

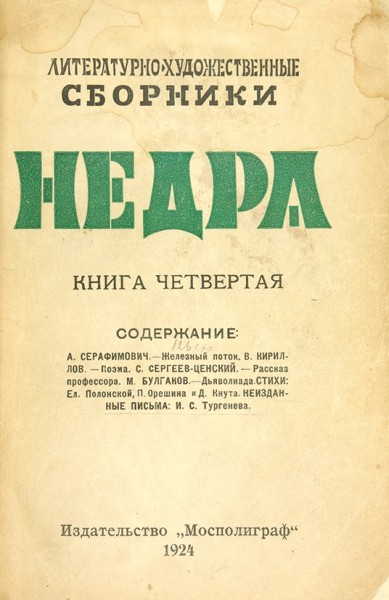
_{Альманах «Недра» (Москва, 1924, кн. № 4)}

- Булгаков М. «Дьяволиада. Рассказы». — М., Недра, 1925;
- Булгаков М. Рассказы. — Л., 1926. (Серия «Юмористическая иллюстрированная библиотека журнала „Смехач“»);
- Булгаков М. «Трактат о жилище». — М.: «ЗИФ», 1926;
- Булгаков М. Дни Турбиных (Белая гвардия): роман. — Париж: «Concorde», 1927. Т. 1. (11 глав романа); 1929. Т. 2.
- Булгаков М. Белая гвардия (Дни Турбиных). Роман. — Рига: Литература, 1927. 222 с.
- Булгаков М. Роковыя яйца. — Рига: «Литература», 1928.
- Булгаков М. Конец Белой гвардии (Дни Турбиных). Роман. — Рига: Книга для всех, 1929. 164 с. (переиздание т. 2. «Concorde», 1929)

Журналы и альманахи. Выборочно:
- Булгаков М. № 13. Дом Эльпит-Рабкоммуна: Рассказ. — М.: «Красный журнал для всех» № 2, 1922.
- Булгаков М. Записки на манжетах: — Берлин — Москва: «Накануне», 1922. (Первая часть. С купюрами, отмеченными точками);
  - М.: Альманах «Возрождение», 1923 (№ 2) (Первая часть. Переработанный вариант);
  - Баку: «Бакинский рабочий», 1 января 1924. (Отрывки из первой части)
  - М.: «Россия» № 5, 1923. (Вторая часть)
  - Существовал более полный текст «Записок на манжетах», который Булгаков читал на собрании литературного общества «Никитинские субботники» в Москве 30 декабря 1922 года и 4 января 1923 года.
- Булгаков М. Похождения Чичикова: фельетон (сатирическая повесть). — Берлин: «Накануне», 1922;
- Булгаков М. Белая гвардия. — М.: «Россия» № 4—5, 1925. (Первая и вторая части романа);
- Булгаков М. Дьяволиада. — М.: «Недра» № 4, 1925;
- Булгаков М. Зойкина квартира: пьеса. — В переводе на немецком языке. — Берлин: издательство И. П. Ладыжникова, 1929.

## Собрания сочинений

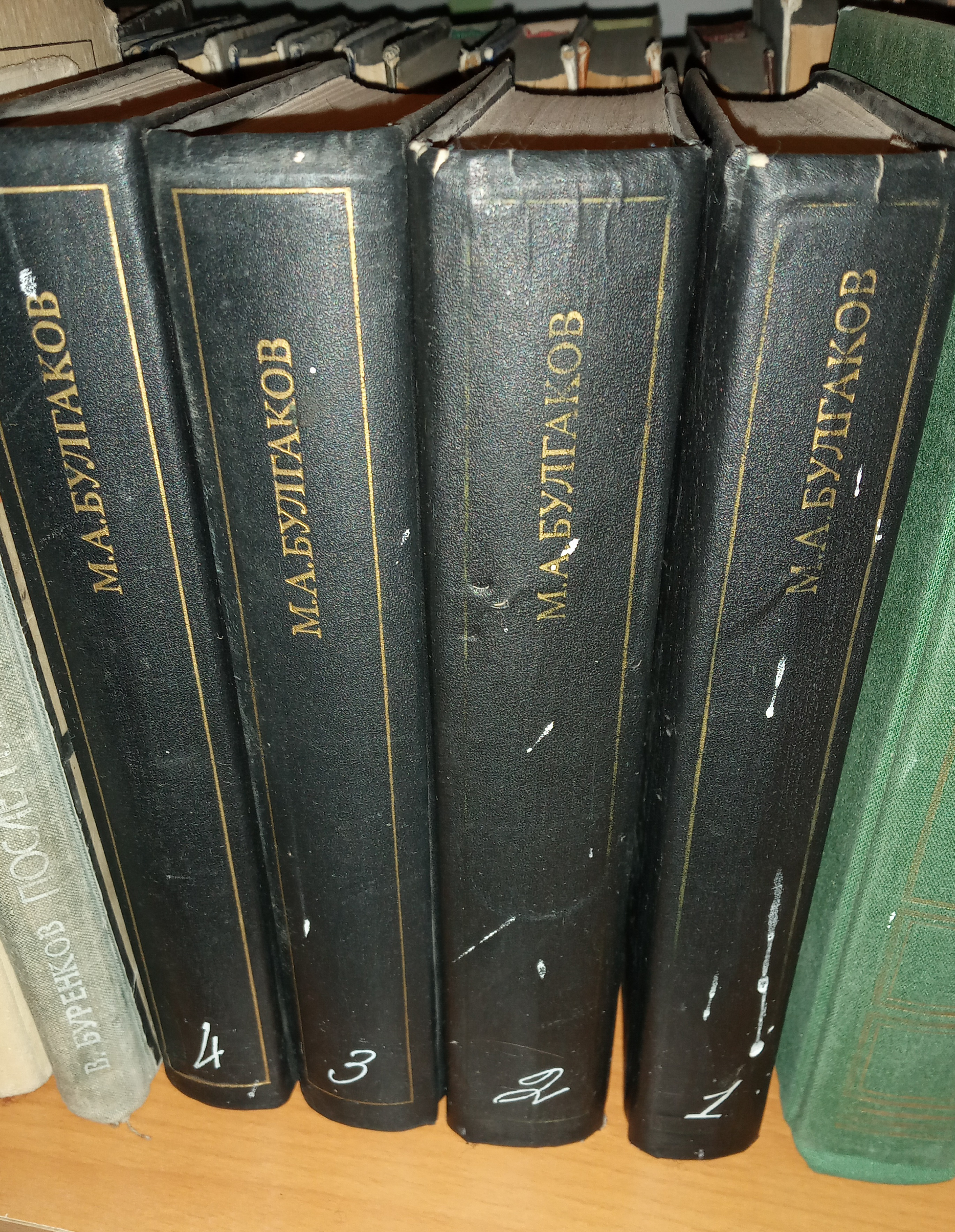
Четыре тома из пятитомного собрания сочинений Булгакова издания 1989–1990 годов.

- Собрание сочинений в 10 томах. — М.: Голос, 1995 (без № тома на обложке, вышли тома 1-3)
- Собрание сочинений в 6 книгах. — СПб.: Лисс, 1993—1994
- Собрание сочинений в 4 томах. — М.: Алфавит, 1992 (вышел только 1 том)
- Собрание сочинений в 5 томах. — М.: Художественная литература, 1992
- Избранные произведения в 2 томах. — Киев: Днипро, 1989
- Собрание сочинений в 5 томах. — М.: Художественная литература, 1989—1990;
- Собрание сочинений в 10 томах. — Анн Арбор, Ардис
- Избранные произведения в 2 томах. — Минск: Мастацкая литература, 1990
- Избранные произведения в 2 томах: К 100-летию со дня рождения — М.: Антиква, 1991
- Собрание сочинений в 4 томах. — М.: Алфавит, 1992
- Собрание сочинений в 10 томах. — М.: Голос, 1995—1997
- Избранные сочинения в 3 томах. — М.: Наташа, Алгоритм, 1996. — Тираж 10000 экз.; ISBN 5-85874-084-7
- Избранные сочинения в 2 томах. — М.: Наташа, 1996.; ISBN 5-85874-120-7, 5-85874-122-3
- Избранные сочинения в 3 томах. — М.: Литература, 1997
- Полное собрание романов, повестей, рассказов.  — М.: "Издательство АЛЬФА-КНИГА", 2008
- Собрание сочинений в 8 томах. — М.: Восток - Запад, 2011

## Повести, романы, рассказы
| Год       | Опубликован            | Жанр               | Название                                    | В | Примечание                                     |
| --------- | ---------------------- | ------------------ | ------------------------------------------- | - | ---------------------------------------------- |
| 1922      | 1922                   | повесть            | Похождения Чичикова                         | → |                                                |
| 1924      | 1925                   | роман              | Белая гвардия                               | → |                                                |
| 1923      | 1924                   | повесть            | Дьяволиада                                  | → | цикл “Московские повести”                      |
| 1922      | 1922                   | повесть            | Записки на манжетах                         | → |                                                |
| 1922      | 1922                   | рассказ            | № 13. — Дом Эльпит-Рабкоммуна               | → | «Красный журнал для всех», 1922, № 2           |
| 1922      |                        | рассказ            | Арифметика                                  | → | сборник «Заметки и миниатюры»                  |
| 1922      |                        | рассказ            | В ночь на 3-е число                         | → | сборник «Заметки и миниатюры»                  |
| 1922      |                        | рассказ            | В театре Зимина                             | → | сборник «Заметки и миниатюры»                  |
| 1922      |                        | рассказ            | Как он сошёл с ума                          | → | сборник «Заметки и миниатюры»                  |
| 1922      |                        | рассказ            | Каэнпе и капе                               | → | сборник «Заметки и миниатюры»                  |
| 1922      |                        | рассказ            | Красная корона                              | → | сборник «Заметки и миниатюры»                  |
| 1922      |                        | рассказ            | Налёт. В волшебном фонаре                   | → | сборник «Заметки и миниатюры»                  |
| 1922      |                        | рассказ            | Необыкновенные приключения доктора          | → | сборник «Заметки и миниатюры»                  |
| 1922      |                        | рассказ            | Ноября 7-го дня                             | → | сборник «Заметки и миниатюры»                  |
| 1922      |                        | рассказ            | Остерегайтесь подделок!                     | → | сборник «Заметки и миниатюры»                  |
| 1922      |                        | рассказ            | Птицы в мансарде                            | → | сборник «Заметки и миниатюры»                  |
| 1922      |                        | рассказ            | Рабочий город-сад                           | → | сборник «Заметки и миниатюры»                  |
| 1922      |                        | рассказ            | Советская инквизиция                        | → | сборник «Заметки и миниатюры»                  |
| 1923      | 1923                   | рассказ            | Китайская история. 6 картин вместо рассказа | → | «Иллюстрации Петроградской правды» № 7, 6 мая. |
| 1923      | 1926                   | рассказ            | Псалом                                      | → | сборник «Трактат о жилище»                     |
| 1924      |                        | рассказ            | Воспоминание…                               | → | посвящён смерти Ленина                         |
| 1924      |                        | рассказ            | Ханский огонь                               | → |                                                |
| 1924      | 1925                   | повесть            | Роковые яйца                                |   | цикл “Московские повести”                      |
| 1925      |                        | рассказ            | Полотенце с петухом                         | → | цикл «Записки юного врача»                     |
| 1925      |                        | рассказ            | Крещение поворотом                          | → | цикл «Записки юного врача»                     |
| 1925      |                        | рассказ            | Стальное горло                              | → | цикл «Записки юного врача»                     |
| 1925      |                        | рассказ            | Вьюга                                       | → | цикл «Записки юного врача»                     |
| 1925      |                        | рассказ            | Тьма египетская                             | → | цикл «Записки юного врача»                     |
| 1925      |                        | рассказ            | Пропавший глаз                              | → | цикл «Записки юного врача»                     |
| 1925      |                        | рассказ            | Звёздная сыпь                               | → | цикл «Записки юного врача»                     |
| 1925      | 1925                   | рассказ            | Праздник с сифилисом                        | → | юмористический рассказ                         |
| 1925      | 1968                   | повесть            | Собачье сердце                              |   | цикл “Московские повести”                      |
| 1926      | 1926                   | рассказ            | Я убил                                      | → | цикл «Записки юного врача»                     |
| 1926      | 1926                   | рассказ            | Морфий                                      | → |                                                |
| 1926      | 1926                   | рассказ            | Трактат о жилище                            | → | сборник «Трактат о жилище»                     |
| 1926      | 1926                   | рассказ            | Четыре портрета                             | → | сборник «Трактат о жилище»                     |
| 1926      | 1926                   | рассказ            | Самогонное озеро                            | → | сборник «Трактат о жилище»                     |
| 1922      | 1922                   | рассказ            | Спиритический сеанс                         |   |                                                |
| 1924      | 1924                   | рассказ            | Багровый остров                             |   |                                                |
| 1924      | 1924                   | рассказ            | Серия ноль шесть № 0660243                  |   |                                                |
| 1936      | 1965                   | роман (не окончен) | Записки покойника (Театральный роман)       |   |                                                |
| 1929      | 1987                   | повесть            | Тайному другу                               |   |                                                |
| 1929—1940 | 1966, полностью в 1973 | роман              | Мастер и Маргарита                          |   |                                                |

## Публицистика и фельетоны
- Благим матом (1925)
- Богема (1925)
- Братский подарок немецких рабочих (1922)
- Брачная катастрофа (1924)
- Бубновая история (1926)
- Буза с печатями (1925)
- Бурнаковский племянник (1924)
- Бывший Зингер. Гос. механический завод в Подольске (1922)
- В кафэ (1920)
- В обществе и свете (1924)
- В театре Зимина. Наброски карандашом (1923)
- В школе городка III Интернационала (1923)
- Вагонно-ремонтный завод московского трамвая (1922)
- Война воды с железом (очерк, 1924)
- Волчки на колёсах (1922)
- Восстановите платформу! (1925)
- Гениальная личность (1925)
- Гибель Шурки-уполномоченного. Дословный рассказ рабкора (1924)
- Глав-полит-богослужение (1924)
- Горемыка-Всеволод. История одного безобразия (1925)
- Государственный завод минеральных и фруктовых вод № 1 (1922)
- Громкий рай (1926)
- Грядущие перспективы (1919)
- Двуликий Чемс (1925)
- Дело идёт (Рабочая газета, М., 11 августа 1922)
- Дело расширяется (Рабочая газета, М., 22 августа 1922)
- День нашей жизни (Накануне, Берлин — М., 2 сентября 1923)
- Детский рассказ (Советский артист, М., 1 января 1939)
- Динамит!!! (Гудок, М., 30 сентября 1925)
- Допрос с беспристрастием (Гудок, М., 9 августа 1924)
- Дрожжи и записки (Гудок, М., 30 июля 1925)
- Дьяволиада. Повесть о том, как близнецы погубили делопроизводителя (Недра, М., март 1924, № 4)
- Египетская мумия. Рассказ члена Профсоюза (Смехач, Л., 10 сентября 1924, № 16)
- Желанный платило (Гудок, М., 10 декабря 1924)
- Заколдованное место (Гудок, М., 9 января 1925)
- Залог любви (Гудок, М., 12 февраля 1925)
- Запорожцы пишут письмо турецкому султану (Гудок, М., 3 июня 1925)
- Заседание в присутствии члена (Гудок, М., 17 июля 1924)
- Звёздная сыпь (Медицинский работник, М., август 1926, № 29, № 30)
- Звуки польки неземной (Гудок, М., 19 ноября 1924)
- Знаменосцы грядущих боев. День 3 сентября (Рабочая газета, М., 5 сентября 1922)
- Золотистый город (Накануне, Берлин — М., сентябрь—октябрь 1923)
- Библифетчик (фельетон, 1924)
- Беспокойная поездка. Монолог начальства. Не сказка, а быль (фельетон, 1923)
- Безобразия на заводе «Яриг» (фельетон, 1922)
- Аптека (фельетон, 1925)
- Автоклавы нужно получить, а корпус достроить (фельетон, 1922)
- Акафист нашему качеству (фельетон, 1926)
- Американские рабочие отдают нам свой труд (фельетон, 1922)
- Банан и Сидараф (фельетон, 1924)
- Банщица Иван (фельетон, 1925)
- Белобрысова книжка. Формат записной (фельетон, опубликован в Берлине в 1924 году)
- Брачная катастрофа (фельетон, 1924)
- Воспаление мозгов (фельетон, 1926)
- Летучий голландец (фельетон, 1926)
- Паршивый тип (фельетон, 1926)
- Говорящая собака (фельетон, 1924)
- Двуликий Чемс (рассказ)
- Залог любви (рассказ)
- Звуки польки неземной (рассказ)
- Золотые корреспонденции Ферапонта Ферапонтовича Капорцева (фельетон, 1926)
- Золотистый город (рассказ)
- Игра природы (рассказ)
- Как Бутон женился (рассказ)
- Кондуктор и член императорской фамилии (рассказ)
- Колесо судьбы (рассказ)
- Мадмазель Жанна (рассказ)
- Мертвые ходят (рассказ)
- Москва краснокаменная (рассказ, 1922)
- Они хочуть свою образованность показать...
- О пользе алкоголизма (рассказ)
- Площадь на колесах (фельетон, 1926)
- Под стеклянным небом (рассказ)
- Приключения покойника (рассказ)
- Просвещение с кровопролитием (рассказ)
- Путевые заметки (рассказ)
- Работа достигает 30 градусов
- Самоцветный быт (фельетон, 1926)
- Смычкой по черепу
- Сорок сороков («Накануне», 1923)
- Стенка на стенку (рассказ)
- Столица в блокноте (рассказ, 1922)
- Таракан (рассказ)
- Угрызаемый хвост (рассказ)
- Целитель (рассказ)
- Черный маг
- Шансон д'этэ
- Шпрехен зи дейтч?
- Был май...
- Вода жизни (фельетон, 1926)
- Грядущие перспективы (фельетон, 1919)
- В кафе (фельетон, 1920)
- Неделя просвещения (фельетон, 1921)
- Торговый ренессанс (фельетон, 1922, (в СССР опубликован в 1988 году))
- Чаша жизни (фельетон, 1922)
- Бенефис лорда Керзона (фельетон, опубликован в Берлине в 1923 году)
- День нашей жизни (фельетон, 1923)
- Московские сцены (фельетон, 1923)
- Комаровское дело (фельетон, 1923)
- Киев-город (фельетон, 1923)
- Лестница в рай (фельетон, 1923)
- Часы жизни и смерти (очерк, посвящённый смерти Ленина, 1924)
- В часы смерти (очерк, посвящённый смерти Ленина, 1924)
- Египетская мумия (фельетон, 1924)
- Москва 20-х годов (фельетон, 1924)
- Путешествие по Крыму (очерк, 1925)
- Письмо М. А. Булгакова правительству СССР (1930)

## Переводы произведений

#### Переводы нагреческий язык
- Μπουλγκάκοφ, Μιχαήλ. Μακαριότητα ή Το όνειρο του μηχανικού Ρέιν [Булгаков, Михаил. Блаженство или сон инжинера Рейна : пер. на греч. Д. Триантафиллидиса]. — Афины: Samizdat, 2020. — ISBN 978-618-5220-32-7
- Μπουλγκάκοφ, Μιχαήλ. Ιβάν Βασίλιεβιτς [Булгаков, Михаил. Иван Васильевич : пер. на греч. Д. Триантафиллидиса]. — Афины: Samizdat, 2020. — ISBN 978-618-5220-37-2
- Μπουλγκάκοφ, Μιχαήλ. Το διαμέρισμα της Ζόγιας [Булгаков, Михаил. Зойкина квартира : пер. на греч. Д. Триантафиллидиса]. — Афины: Samizdat, 2020. — ISBN 978-618-5220-45-7
- Μπουλγκάκοφ, Μιχαήλ. Απομνημονεύματα του Λένιν και άλλες ιστορίες [Булгаков, Михаил. Воспоминания о Ленине и другие рассказы : пер. на греч. Д. Триантафиллидиса]. — Салоники: Епикентро, 2019. — ISBN 978-618-2040-19-5
- Μπουλγκάκοφ, Μιχαήλ. Μοιραία αυγά [Булгаков, Михаил. Роковые яйца : пер. на греч. Д. Триантафиллидиса]. — Афины: Samizdat, 2008. — ISBN 978-960-527-444-3

#### Переводы наиспанский язык
- Bulgákov M. Morfina y otros cuentos. [Морфий (Морфий. Записки юного врача. Я убил) : пер. на исп. А. Гонсалеса]. — Буэнос-Айрес: La Tercera Editora, 2021. — 228 с. — ISBN 978-987-46986-9-8